# 宮野村 (福岡県朝倉郡)
宮野村（みやのむら）は、福岡県朝倉郡にあった村。現在の朝倉市の一部。

## 地理
筑後川中流右岸の扇状台地の上に位置していた。

## 歴史

### 沿革
- 1889年（明治22年）4月1日 - 町村制の施行により、上座郡比良松村、須川村、宮野村、烏集院村が合併して村制施行し、宮野村が発足[1][2]。
- 1896年（明治29年）4月1日 - 郡の統合により朝倉郡に所属[1][3]。
- 1955年（昭和30年）3月31日 - 朝倉郡朝倉村、大福村と合併し、朝倉村が存続して廃止された[1][2]

### 地名の由来
斉明天皇の行宮が存在していたことによる。

## 産業
主要産業は米、小麦などを主とする農業、林業、養蚕、畜産。